# Żabi Szczyt Niżni
Die Kleine Froschspitze (polnisch Żabi Szczyt Niżni, slowakisch Malý Žabí štít) ist ein Berg in der Hohen Tatra mit einer Höhe von 2098 m n.p.m. an der polnisch-slowakischen Grenze.

## Lage und Umgebung
Unterhalb des Gipfels liegen das Fischeetal (Dolina Rybiego Potoku) im Westen (Polen) und Poduplazkital im Osten (Slowakei).
Nachbargipfel sind der Froschmönch (Żabi Mnich), der von ihm durch die Froschscharte (Białczańska Przełęcz) getrennt wird, und der Froschkopf  (Żabia Czuba), der von ihm durch die Froschkopfscharte (Przełączka pod Żabią Czubą) getrennt wird. Nach Westen hin fällt der Apostelgrat (Grań Apostołów) zum Bergsee Meerauge hinab.

## Etymologie
Der Name Żabi Szczyt Niżni bzw. Malý Žabí štít bedeutet Kleine Froschspitze, analog zum deutschen Namen. Der Name rührt von den zwei nahe gelegenen Froschseen, Nižné Bielovodské Žabie pleso (Froschtaler Unterer Froschsee) und Vyšné Bielovodské Žabie pleso (Froschtaler Oberer Froschsee).

## Tourismus
Der Froschmönch liegt auf keinem markierten Wanderweg. Er ist jedoch für Kletterer mit einer Genehmigung der Verwaltung eines der Nationalparks zugänglich. Als Ausgangspunkt für eine Besteigung eignen sich die Schutzhütten Schronisko PTTK nad Morskim Okiem und Schronisko PTTK w Dolinie Roztoki.

## Belege
- Zofia Radwańska-Paryska, Witold Henryk Paryski, Wielka encyklopedia tatrzańska, Poronin, Wyd. Górskie, 2004, ISBN 83-7104-009-1.
- Tatry Wysokie słowackie i polskie. Mapa turystyczna 1:25.000, Warszawa, 2005/06, Polkart, ISBN 83-87873-26-8.

## Panorama

Panorama vom Gipfel